# FOTAB-100-80
FOTAB-100-80 (ros. ФОТАБ-100-80) – radziecka bomba fotograficzna wagomiaru 100 kg. Mieści 27 kg masy oświetlającej.